# Thomson TO8
Le Thomson TO8 est un ordinateur créé par la SIMIV ; commercialisé en France en septembre 1986, il remplace le Thomson TO7/70 avec lequel il reste essentiellement compatible. Ses nouvelles fonctionnalités (plus de mémoire vive, meilleurs modes graphiques) sont communes à toute la gamme de troisième génération (Thomson MO6, TO8 et TO9+).
Le Thomson TO8D, commercialisé en 1987, est un Thomson T08 doté d'un lecteur de disquette 3"1/2 intégré (640 Ko).
Les nombreux périphériques pour TO8 et TO8D étaient globalement compatibles avec l'ensemble des ordinateurs de la gamme Thomson.

## Description
En 1986, le Thomson TO8 seul était vendu 2 990 FF, soit environ 768 € en 2016.
Le son était assuré par un convertisseur numérique-analogique (DAC) 6 bits et un générateur de son 1 bit. Le TO8 possède un lecteur de cartouche Mémo7. Les BASIC 1.0 et BASIC 512 de Microsoft intégrés en ROM.
Le TO8 est globalement compatible avec son prédécesseur, le TO7/70 (et donc le TO7).